# 纯洁
《纯洁》（英語：Purity）是1916年的美国无声电影，由雷·白尔杰指导，奥德丽·曼森主演。这部电影的剧本是由克利福德·霍华德编写，由于电影的裸体场景导致电影在一些城镇被禁止上映和宣传。
该电影很早就被认定已经遗失，然而，在2004年，法国重新发现了该电影的复制品。这电影的复制品现在在巴黎国家电影中心保存下来。

## 剧情
纯洁是一个简单的乡村女孩来到城市，被聘为艺术家的模特。一个年轻诗人痴迷于她，当他知道她已经裸体时心烦意乱，但他发现她打算用她的模特收入出版他的诗歌时，他的痛苦就减轻了。

## 演员
- 奥黛丽·芒森扮演纯洁/美德
- 尼格尔·代·布鲁利尔扮演桑顿·达西
- 阿尔弗雷德·霍林斯沃思扮演克劳德·拉马克

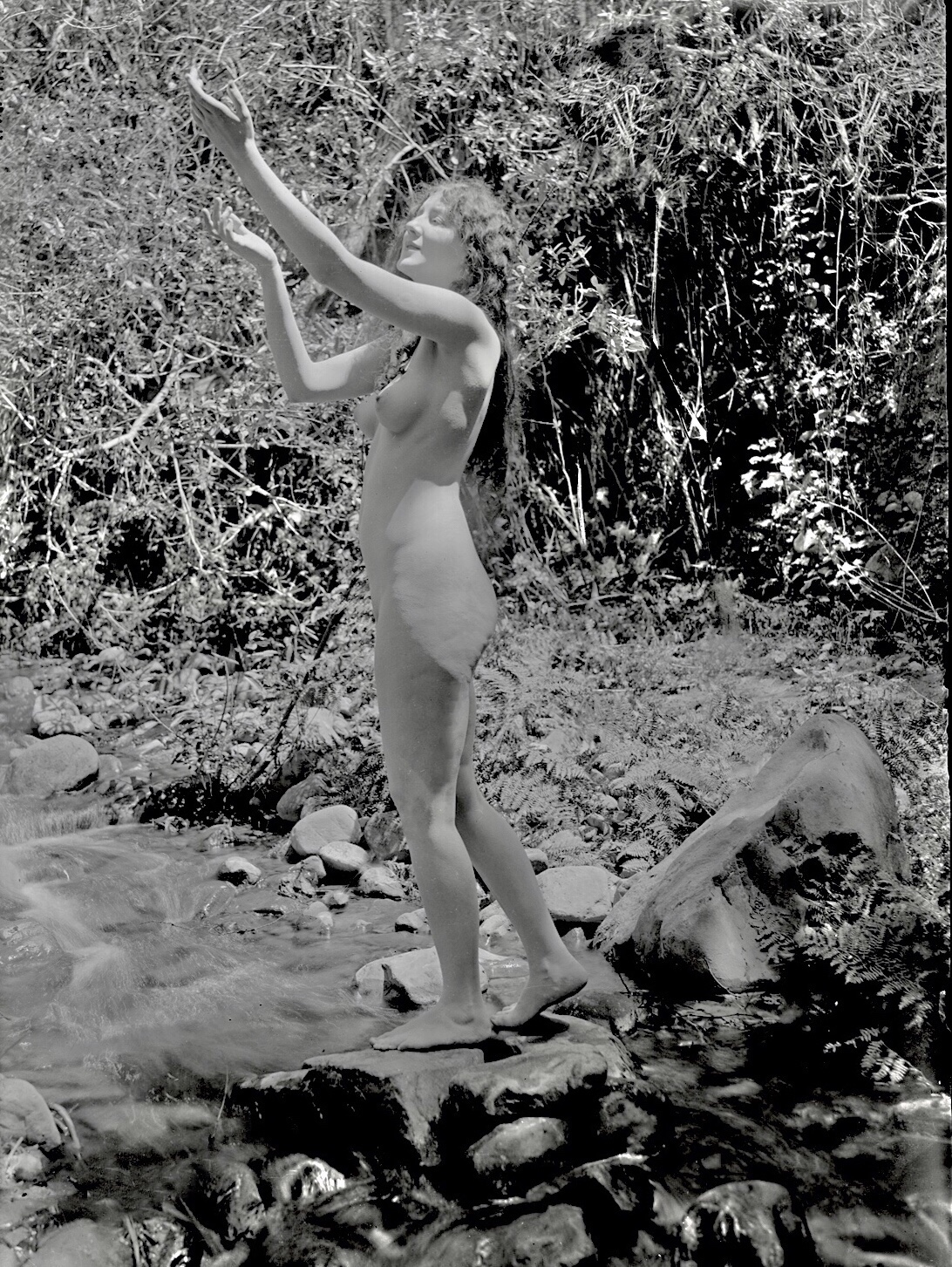
芒森的裸体场景已经损坏

- 威廉·卡罗尔扮演Evil / Luston Black
- 欧根尼·福德扮演Judith Lure
- 克拉伦斯·伯顿扮演出版商
- 内拉·德林克沃茨扮演模特
- 莫莉·沙费扮演房东

## 制作
纯洁由位于美国加利福尼亚州圣巴巴拉的美国电影公司制作。这部电影在圣巴巴拉的庄园拍摄的，由互惠电影发行。 